# Alonso de Calatayud
Alonso de Calatayud fou un militar espanyol del segle xvii al servei de Felip IV de Castella.
Fill segon de Luis de Calatayud, cavaller de l'orde de Calatrava, i d'Isabel de Calatayud, comtes del Real i senyors de les viles de Catarroja i El Provencio. De nen se li va atorgat l'hàbit de l'orde de Sant Jaume i en créixer va seguir carrera militar al servei de Felip IV de Castella. Va arribar al grau de mestre de camp en un terç d'infanteria. Va acompanyar a Pedro Fajardo de Zúñiga y Requesens, en la campanya de 1640-1641 va dirigir un terç, participant en les batalles de Coll de Balaguer, Cambrils, i Martorell i Montjuïc. El 1642 va ser nomenat governador d'armes de Cotlliure. El 1650 el rei va recompensar-lo amb les comanadories de Zagra i Zenet, de l'orde de Sant Jaume, pels serveis prestats.